# روس‌ها می‌آیند، روس‌ها می‌آیند
روس‌ها می‌آیند، روس‌ها می‌آیند (انگلیسی: The Russians Are Coming, the Russians Are Coming) فیلمی به کارگردانی نورمن جویسون است که در سال ۱۹۶۶ منتشر شد.
فیلم برنده جایزه جایزه گلدن گلوب بهترین فیلم موزیکال یا کمدی و جایزه گلدن گلوب بهترین بازیگر مرد فیلم موزیکال یا کمدی (آلن آرکین) در سال ۱۹۶۶ شده‌است.

## بازیگران
- آلن آرکین
- کارل راینر
- اوا ماری سنت
- برایان کیت
- جاناتان وینترز
- تئودور بیکل
- پال فورد
- جان فیلیپ لا
- کلیف نورتون